# Harald Mahrer
Harald Mahrer (ur. 27 marca 1973 w Wiedniu) – austriacki polityk i przedsiębiorca, w latach 2014–2017 sekretarz stanu, w 2017 minister gospodarki.

## Życiorys
Uzyskał magisterium z zarządzania oraz doktorat z nauk społecznych i ekonomicznych na Uniwersytecie Ekonomicznym w Wiedniu. Pod koniec lat 90. był asystentem na macierzystej uczelni. Od 1999 pracował w sektorze prywatnym w przedsiębiorstwach branży konsultingowej i nowych technologii, zajmując stanowiska dyrektorskie i menedżerskie. Był również jednym z dyrektorów instytutu ekonomicznego METIS (2004–2013) i prezesem fundacji Julius Raab Stiftung (2011–2015).
W maju 2014 z rekomendacji Austriackiej Partii Ludowej objął stanowisko sekretarza stanu w resorcie nauki, badań naukowych i gospodarki. W maju 2017 stanął na czele tego ministerstwa, zastępując Reinholda Mitterlehnera w gabinecie Christiana Kerna. Funkcję tę pełnił do grudnia 2017. W tymże miesiącu został przewodniczącym Österreichischer Wirtschaftsbund, organizacji gospodarczej afiliowanej przy ÖVP.
Objął również funkcję prezesa Wirtschaftskammer Österreich, austriackiej izby gospodarczej. W 2018 stanął też na czele rady Austriackiego Banku Narodowego.